# Атовмьян, Арташес Эрвандович

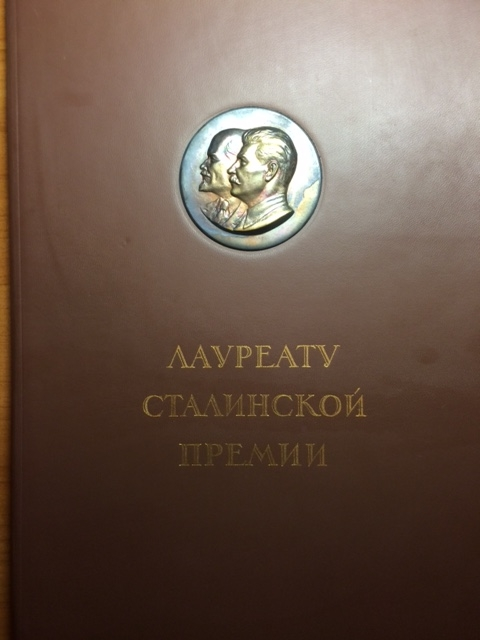

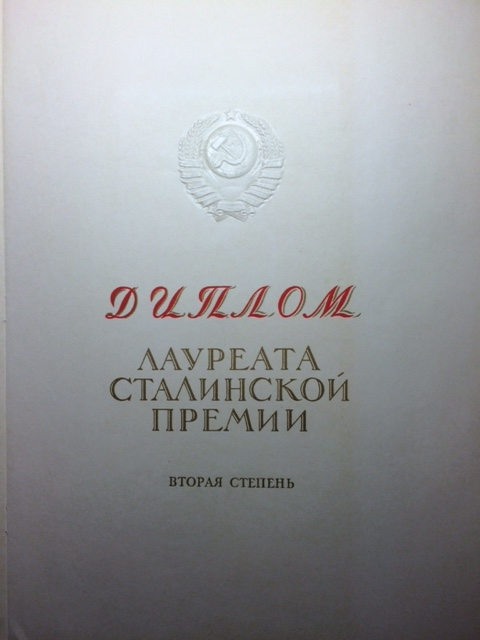

Арташес Эрвандович Атовмьян (25 июня 1903, Тифлис — 1979, Москва) — советский инженер-конструктор, главный конструктор НПО Агат, лауреат Сталинской премии (1943) за работу по повышению эффективности стрельбы корабельной артиллерии. Специалист в области медицинского приборостроения и стабилизированных визирных и антенных постов наблюдения, и стабилизированных систем наведения на цель орудий танков (Т-34-85).

## Биография
Родился в Тифлисе (ныне Тбилиси) 25 июня 1903 года. Окончил ЛПИ по специальности инженера-механика. Преподавал в МВТУ им. Баумана.
В 1924 году судьба свела его с Оване́сом Абга́ровичем Адамя́ном — одним из изобретателей цветного телевидения и радиофототелеграфии, и с тогда ещё молодым студентом физико-математического факультета педагогического института имени А. И. Герцена, будущим академиком АН СССР, основателем школы теоретической астрофизики СССР — Ви́ктором Амаза́сповичем Амбарцумя́ном.
С 1930 по 1932 год работал на Ленинградском Государственном оптико-механическом заводе. С 1942 году на заводе № 706 НКСП СССР и СКБ НКСП. Позже работал в НПО Агат, ныне концерн «Моринформсистема-Агат» в Москве.

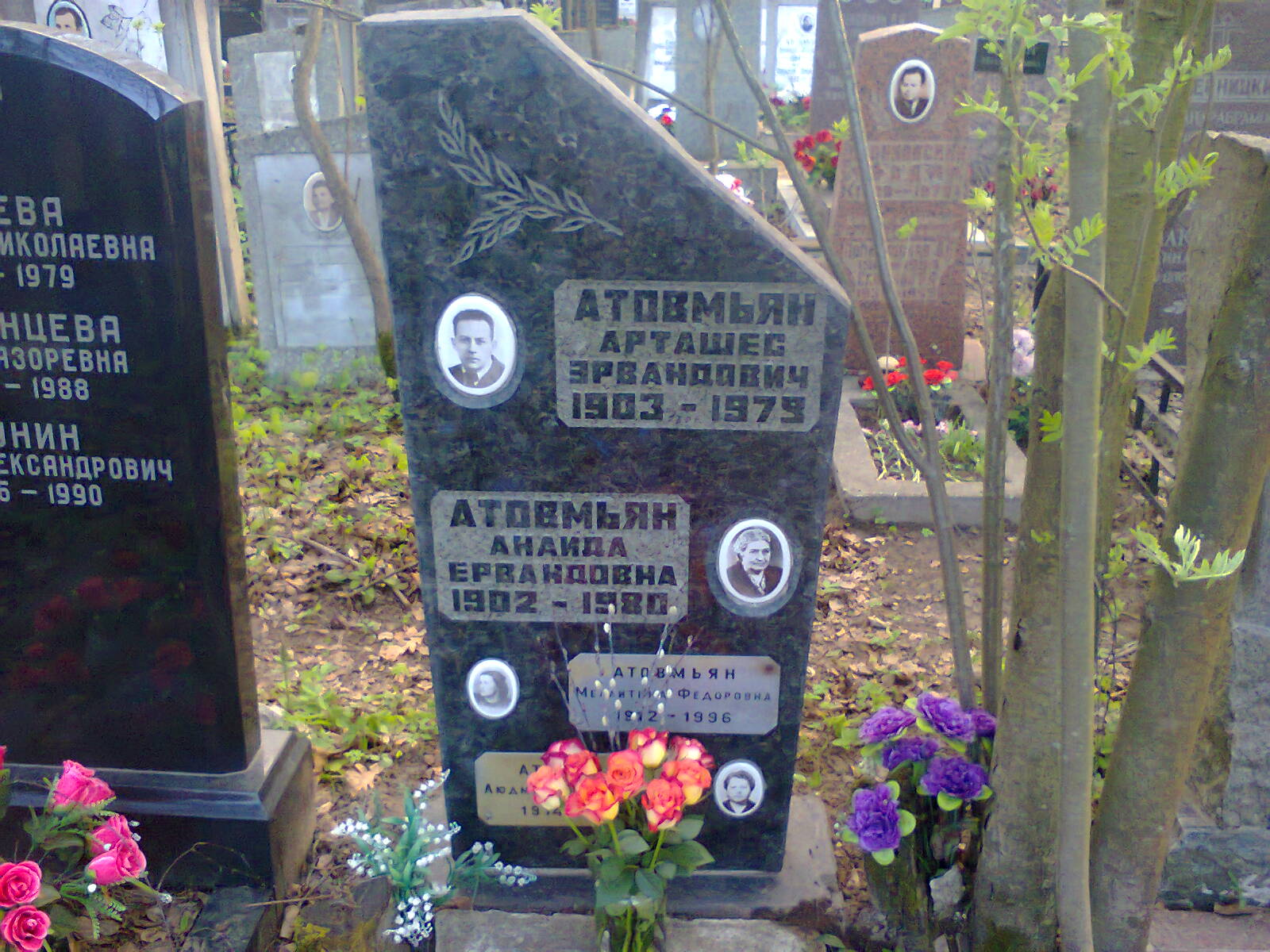
Памятник на могиле Атовмьяна А. Э. и его супруги, (Николо-Архангельское кладбище)

Умер и похоронен в Москве в 1979 году на Николо-Архангельском кладбище.

### Семья
- Сестра — Анаида Эрвандовна Атовмьян (1902, Тифлис — 1980, Москва), работала врачом в воинских частях СССР.

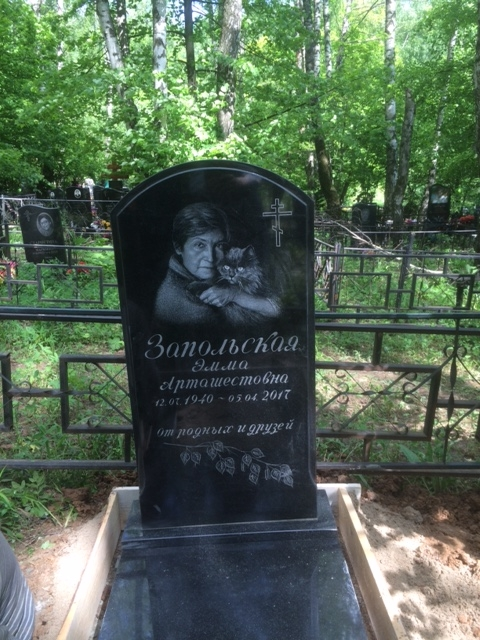
Памятник на могиле Атовмьян Э. А.

- Памятник на могиле Атовмьян Э. А.Дочь — Эмма Арташесовна Атовмьян (1940, Ленинград — 2017, Москва), окончила МВТУ им. Баумана, инженер, работала в НИИ Радиооптики под научным руководством академика РАН СССР Микаэляна А. Л.
- Внучка — Елена Эдуардовна 1959 г. рожд. , Москва, окончила МАИ, инженер, работала в НИИ Радиооптики под научным руководством академика РАН СССР Микаэляна А. Л. до 1996 года .
- Жена — Милитина (Людмила) Федоровна (дев. фам. Хрулева)

## Деятельность
- Автор 50 изобретений.
- Один из создателей аппаратов лучевой терапии «Рокус», применяемых при лечении онкологических заболевания. АЛТ «Рокус-АМ» широко используется в медицинских учреждениях России, стран СНГ, Финляндии, Болгарии, Польши, Венгрии, Германии, Израиля и других.
- Руководитель специального конструкторского бюро Наркомата Судостроения СССР по теме «Таран» — разработка стабилизатора СТП-С-53 «Таран» системы наведения пушки танка Т-34-85. Стабилизатор обеспечивает наведение на цель в процессе движения танка и таким образом снижает уязвимость за счет отсутствия времени остановки движения для прицельного выстрела. Фильм «Т-34»
- Конструктор стабилизированных антенных пунктов наблюдения.
- Конструктор по теме «Микротрон» С. П. Капица[3].

### Патенты
- Устройство для управления ротационным аппаратом лучевой терапии // 541311 от 15.11.1978 г.[4]
- Компенсирующая муфта // 337047 от 25.06.1976 г.[5]
- Сферическая диафрагма для аппаратов лучевой терапии // 197773 от 30.04.1978 г[6].
- Устройство для приема ленты // 274154 от 24.06.1970 г.

## Награды
- Орден «Знак Почёта» (1939)
- Медаль «За оборону Ленинграда» (1942)
- Сталинская премия за выдающиеся изобретения и коренные усовершенствования методов производственной работы (1943)

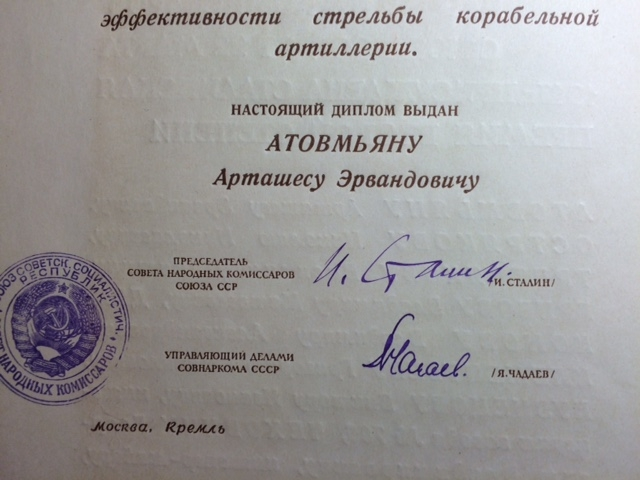
Подпись И. В. Сталина на дипломе, выданном А. Э. Атовмьяну

## Галерея

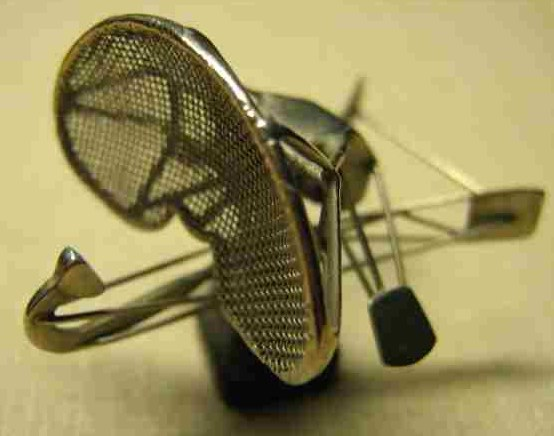
Макет стабилизированных антенных пунктов наблюдения
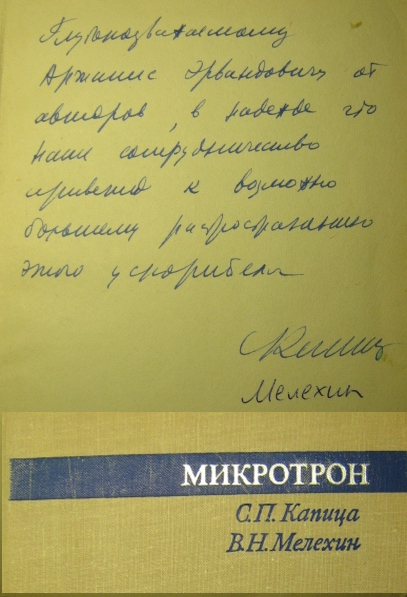
Автографы авторов. (текст написан С. П. Капицей).
Трудовая книжка А. Э. Атовмьяна с записями о трудовой деятельности и наградах